# Salknappen (Peter I:s ö)
Salknappen är en kulle på norskadministrerade Peter I:s ö i Västantarktis. Toppen på Salknappen är 1 205 meter över havet.
Terrängen runt Salknappen är varierad. Havet är nära Salknappen åt nordväst.